# Carlos David Moreno
Carlos David Moreno Hernández (Mérida, 14 giugno 1986) è un calciatore spagnolo, difensore del Soneja.

## Caratteristiche tecniche
È un difensore centrale.

## Carriera
È cresciuto nelle giovanili del Nueva Ciudad Mérida, nel 2004 è stato acquistato dal Valencia.